# Anna Funder
Anna Funder, född 1966 i Melbourne, är en australisk författare och journalist.
Funder växte upp i Melbourne och Paris. Hon har arbetat både som advokat och som producent inom teve. På 1980-talet studerade hon i Västberlin, och arbetade på en TV-station.
År 2012 tilldelades hon Miles Franklin Award för romanen Allt som är jag.